# Alles, was von Gott geboren
Alles, was von Gott geboren (in tedesco, "Tutto ciò che [è] nato da Dio") BWV 80a è una cantata di Johann Sebastian Bach.

## Storia
La cantata Alles, was von Gott geboren venne composta da Bach a Weimar nel 1715 in occasione della terza domenica di quaresima e fu eseguita per la prima volta il 15 marzo dello stesso anno. La musica è andata completamente perduta, ma da un suo arrangiamento venne successivamente assemblata la cantata Ein feste Burg ist unser Gott BWV 80.

## Struttura
La cantata era suddivisa in sei movimenti:
1. Aria: Alles, was von Gott geboren, per basso.
2. Recitativo: Erwäge doch, per basso.
3. Aria: Komm in mein Herzenshaus, per soprano.
4. Recitativo: So stehe denn bei Christi blutgefärbten Fahne, per tenore.
5. Duetto: Wie selig ist der Leib, der, Jesu, dich getragen?, per contralto e tenore.
6. Corale: Mit unser Macht ist nichts getan, per tutti.